# Erica hameriana
Erica hameriana är en ljungväxtart som beskrevs av Harriet Margaret Louisa Bolus. Erica hameriana ingår i släktet klockljungssläktet, och familjen ljungväxter. Inga underarter finns listade i Catalogue of Life.